# Japanische Davis-Cup-Mannschaft
Die japanische Davis-Cup-Mannschaft ist die Tennisnationalmannschaft Japans. Der Davis Cup ist der wichtigste Wettbewerb für Nationalmannschaften im Herren-Tennis, analog zum Fed Cup bei den Damen.

## Geschichte
1921 nahm Japan erstmals am Davis Cup teil und zog direkt ins Finale ein. Gegen die favorisierten Amerikaner ging das Endspiel in New York allerdings klar mit 0:5 verloren. 1981 zog Japan erneut für ein Jahr in die Weltgruppe ein, ein Erfolg, der sich erst 2012 wiederholte. In der Auftaktrunde des Davis Cups 2012 verlor das Team knapp mit 2:3 gegen Kroatien.

## Finalteilnahmen
| Jahr | Finalort | Finalgegner        | Ergebnis |
| ---- | -------- | ------------------ | -------- |
| 1921 | New York | Vereinigte Staaten | 0:5      |